# Banfe (Edertal)
Banfe (auch Banafe, Banefe, Banife, Bancfe genannt) ist eine Wüstung in der Gemarkung Bringhausen der Gemeinde Edertal im nordhessischen Landkreis Waldeck Frankenberg.

## Geographie
In der Gemarkung Bringhausen, bzw. Neu-Bringhausen, kennt man heute noch die Flurnamen: „Banfseite, Lenzebanfe, Banfebach“. Es ist ein Wiesengrund.

## Geschichte
Banfe wurde urkundlich erstmals 1226 als Banefe erwähnt, als dem Kloster Berich der Besitz eines Gutes bestätigt wurde. Zehn Jahre später bekundet der Propst des damals in St. Stephan in Mainz angesiedelten Kollegiatstifts, der ein Archidiakonat des Erzbistums Mainz verwaltete, dass das Kloster Berich den Ort Banefe von der Kirche in Quernhorst (heute Wüstung in der Gemarkung Altenlotheim) gegen zwei Hufen in Eldinghusen (heute Wüstung Elkhausen in der Gemarkung Frankenau) eingetauscht habe. Im Jahr 1254 überträgt Conrad von Ricenhein Rechte auf Güter in Affoldern und Banafe dem Kloster Berich. Eine weitere Erwähnung findet der Ort 1268 in einer im Klosterarchiv Haina erhaltenen Urkunde, in der ein gewisser „Bruder Gerhard, Hofmeister (grangiarius) zu Banfe (Bancfe)“ als Zeuge genannt wird.
Im Jahr 1346 bestand Banfe aus einem einzelnen Hof. Zu dieser Zeit verglichen sich Graf Otto von Waldeck und die Gebrüder von Itter über streitige Besitzungen. Die von Itter verzichteten u. a. auf den Winterkasten, den Blyberg sowie die Höfe zu Banefe und Wilbershusen. Im Grenzrezeß von 1346 gestanden die Edelleute dem Grafen zu:

„Fortmehr sollten die Höfe zu Banefe und Wilbershausen mit aller Schlachte Nutz an Gericht, an Ehren und an allen Gebieten, bleiben und wesen allein der Herrschaft von Waldecken. Und wir Herren von Itter vorgenannten verzichten gänzlich für uns und unseren rechten Erben auf alle Rechte und Ansprache, die wir hatten oder haben möchten an den vorgenannten Höfen.“

Auch 1470 hatte das Kloster Berich noch Besitz bzw. Einkünfte in Banfe. Der Banfebach schied weiterhin das Amt Waldeck und die Herrschaft Itter.
Im 16. und 17. Jahrhundert wird der Name „Banfe“ noch mehrfach erwähnt, so 1580 Wiesen in der Banfe und ein Gewässer dieses Namens sowie 1602 in der hessischen „Deductio“ der Banferwald. Auf der Banfe im Gewälde wurde 1588 eine Glashütte angelegt, die jedoch nur kurz, wahrscheinlich nicht mehr als zwei Jahre, betrieben wurde. Auf der Ecke des Banfenberges stand um 1632 bis 1640 das gräflich-waldeckische Jagdhaus Christianseck.